# Psilocybe stametsii
Psilocybe stametsii es una especie de hongos psilocibios basidiomiceto de la familia Hymenogastraceae. Los únicos dos especímenes se han encontrado el 2011 y el 2022 en los bosques nubosos de la Reserva Biológica Los Cedros en la provincia de Imbabura en Ecuador.

## Descripción

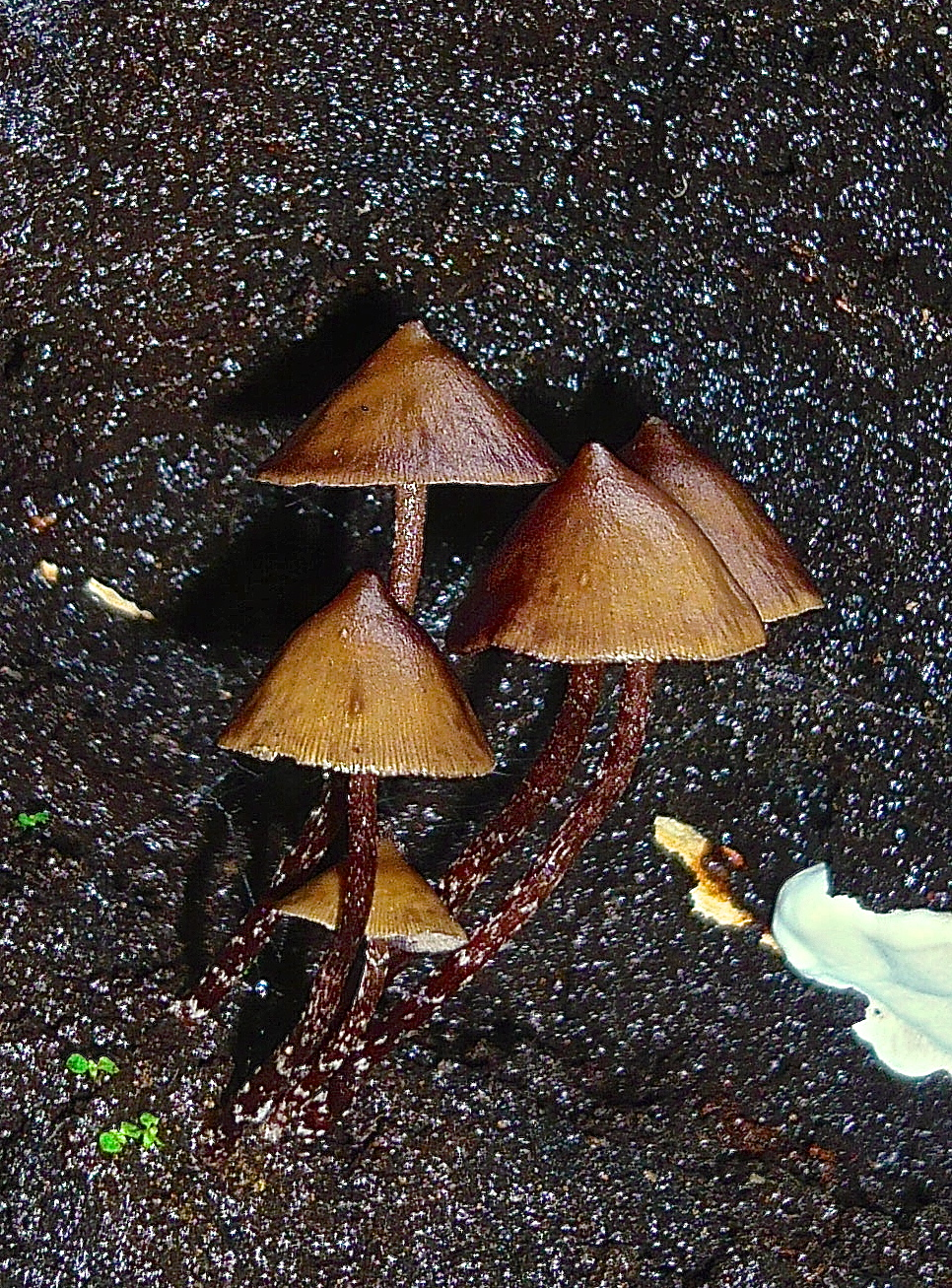
Imagen de los cuerpos fructíferos de Psilocybe yungensis, especie emparentada que comparte con P. stametsii la forma y color del umbo.

Psilocybe stametsii tiene el píleo de color marrón a amarillo oscuro/ocre, viscoso que se vuelve seco, estriado, de forma cónica a campanulada. El margen del sombrero se eleva y se vuelve algo plegado con la edad. Una característica notable es el umbo afilado y puntiagudo, un atributo compartido por otros parientes cercanos como Psilocybe yungensis, reportado también en Ecuador.

## Taxonomía
En 2011 el micólogo Bryn Dentinger de la Universidad de Utah junto a otro colaborador encontraron el primer espécimen en la Reserva Biológica Los Cedros en la provincia de Imbabura en Ecuador. En 2022 la micóloga Giuliana Furci de la Fundación Fungi junto con otros amigos encontraron el segundo espécimen en la misma área reservada. A partir de esas dos muestras, la nueva especie fue nombrada y descrita como Psilocybe stametsii por Dentinger y Furci, y publicada en la revista científica editada por Real jardín botánico de Kew titulada Index Fungorum en 2023.
Etimología
Psilocybe: nombre genérico acuñado por el botánico alemán Paul Kummer que deriva de dos palabras griegas:  ψιλός psilos («desnudo», «calvo») y κύβη kubē («cabeza»), en referencia a la delgada piel que se suelta del píleo.
stametsii: epíteto otorgado en honor al micólogo estadounidense Paul Stamets, al haber contribuido significativamente a la apreciación generalizada de la micología y aumentó el conocimiento del género Psilocybe.